# Murielle Telio

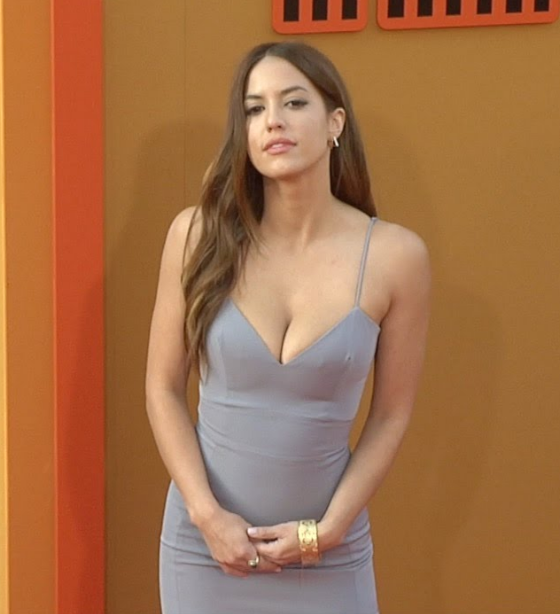
Murielle Telio (2016)

Murielle Telio (* 14. März 1993 in New York City) ist eine US-amerikanische Schauspielerin.

## Leben
Murielle Telio wurde in New York City als Tochter von Janine (geborene Sitbon), einer Bekleidungsgroßhändlerin, und Ike Telio, einem Finanzanalysten, geboren, aufgewachsen ist sie in New Orleans, Louisiana. Sie nahm ein Studium an der privaten Tulane University auf. Nachdem sie zwei Jahre lang Englisch und Theaterwissenschaften als Hauptfach studiert hatte, beschloss sie, nach Los Angeles zu ziehen und sich auf die Schauspielerei zu konzentrieren. Sie ist Romanautorin und Verfasserin mehrerer Drehbücher. Ihre international bekannteste Rolle hatte sie in der Neo-Noir-Filmkomödie The Nice Guys, in der sie die Pornodarstellerin „Misty Mountains“ verkörperte.

## Filmografie (Auswahl)
- 2013: Innocence (Kurzfilm)
- 2013: The Caterpillar's Kimono
- 2013: Game of Assassins (The Gauntlet)
- 2013: Eastbound & Down (Fernsehserie, Folge 4x03 Chapter 24)
- 2013: The Bay (Fernsehserie, 2 Folgen)
- 2014–2015: Red Oaks (Fernsehserie, 2 Folgen)
- 2015: Marvel’s Agents of S.H.I.E.L.D. (Agents of S.H.I.E.L.D., Fernsehserie, Folge 2x14 Love in the Time of Hydra)
- 2015: DUFF – Hast du keine, bist du eine (The Duff)
- 2015: Beginner’s Guide to Sex
- 2016: The Nice Guys
- 2018: Larena (Kurzfilm, auch Produktion, Drehbuch und Regie)
- 2020: Paydirt